# Programa Apollo
|  | «Apollo» redirigeix aquí. Vegeu-ne altres significats a «Apol·lo (desambiguació)». |

El programa Apollo, de vegades programa Apol·lo (anglès: Apollo program), fou un projecte espacial dels EUA desenvolupat durant els anys 1960 i 70. Va culminar els dos projectes estatunidencs anteriors, el Programa Mercury i el Programa Gemini. L'objectiu era col·locar un home sobre la superfície de la Lluna. El coet llançador fou l'immens Saturn V, que tenia una alçada de 110 metres i un pes de 2.000 tones. Els sis primers vols de l'Apollo foren llançaments de prova no tripulats.

## Història
Els plans inicials es van veure modificats el 25 de maig de 1961 amb l'anunci del president John F. Kennedy d'enviar i dipositar un home sobre la Lluna, i portar-lo de tornada fora de perill abans que finalitzés la dècada. Aquest objectiu es va aconseguir el 20 de juliol de 1969, quan Neil Armstrong i Edwin Buzz Aldrin a bord de l'Apollo 11 van allunitzar al Mar de la Tranquil·litat. Aquesta fita històrica es va retransmetre a tot el planeta des de les instal·lacions de l'Observatori Parkes (Austràlia).
Al principi, el passeig lunar anava a ser retransmès a partir del senyal que arribés a l'estació de seguiment de Goldstone (Califòrnia, Estats Units), pertanyent a la Xarxa de l'Espai Profund, però davant la mala recepció, es va optar per utilitzar el senyal de l'estació Honeysuckle Creek, propera a Canberra (Austràlia). Aquesta va retransmetre els primers minuts, després dels quals el senyal de l'Observatori Parkes va ser utilitzada de nou durant la resta del passeig.
Les estacions de seguiment de Maspalomas (Gran Canària), Estació Apolo, Fresnedillas de la Oliva i Robledo de Chavela (Madrid), les dues primeres pertanyents a la Xarxa de NASA de Vols Tripulats, (avui desapareguda), i la tercera pertanyent a la Xarxa de l'Espai Profund actualment denominada MDSCC van participar en totes les missions del Projecte d'una forma primordial.
El Projecte Apollo va ser un dels triomfs més importants de la tecnologia moderna. Sis missions van aconseguir posar-se sobre la superfície lunar (Apollo 11, 12, 14, 15, 16 i 17) amb una sola fallada: la missió Apollo 13 no va poder concretar la seva meta per l'explosió del tanc d'oxigen líquid del mòdul de servei, però la tripulació va tornar fora de perill.
Previ a les missions amb descens projectat a la superfície de la Lluna, es van provar els sistemes de vol en diversos llançaments automàtics (vegeu Apollo 2, 3, 4, 5 i 6), i després va haver-hi dues proves tripulades en òrbita terrestre (Apollo 7 i 9), i dues missions solament orbitals (sense allunatge) a la Lluna (Apollo 8 i 10). En 1973, una vegada finalitzat el programa lunar, tres naus Apollo van ser usades per enviar tripulacions a l'estació espacial Skylab (missions SL-2, SL-3 i SL-4) i en 1975 va ser llançada l'última nau Apollo, per a la missió Apollo-Soiuz.
Una altra de les novetats d'aquest programa va ser la implementació d'un sistema de trobada i acoblament amb una altra nau en òrbita lunar, batejat Lunar Orbit Rendezvous o LOR («Trobada d'Òrbita Lunar»), que fos ideat per John C. Houbolt, un enginyer espacial de la NASA. Malgrat els riscos que implicava el seu ús, el LOR va permetre a la NASA reemplaçar el descomunal coet «NOVA» originalment planejat per a aquest tipus de missions, la qual cosa va portar a un significatiu estalvi de diners.

## Descripció de la nau Apollo

### Nau Apollo
El mòdul lunar (LEM) Apollo va ser la primera nau dissenyada per volar en el buit sense cap capacitat aerodinàmica. El mòdul estava unit al mòdul de comandament i al mòdul de servei, i se separava d'aquests en l'òrbita lunar per emprendre el seu descens a la Lluna amb dos astronautes a bord. Tenia unes potes tan febles que no podrien carregar el pes del mòdul en gravetat terrestre, però sí en la lunar (aproximadament un sisè de l'anterior). Al final de la seva estada a la superfície, l'etapa superior del mòdul lunar desenganxava per tornar a unir-se als dos mòduls en òrbita lunar.
La forma del mòdul de comandament Apollo era diferent de les càpsules Mercury i Gemini; tenia espai per a una tripulació de 3 astronautes i estava fixat al mòdul de servei que proveïa de proveïment i contenia el motor del sistema de propulsió de servei que situava a la nau dins i fora de l'òrbita lunar.

### Saturn V
Per a que les naus Apollo arribessin a la seva destinació va ser necessari la construcció del coet Saturn V, el més gran mai construït per la NASA, que mesurava 110,64 m d'altura. El Saturn V ple de combustible pesava unes 2.700 tones al moment de l'enlairament. El vehicle tenia tres etapes: S-IC, S-II i S-IVB. L'última etapa s'activava per enviar a la nau Apollo fora de l'òrbita terrestre i situar-la en camí a la Lluna. El disseny del Saturn V va estar a càrrec del científic alemany Wernher von Braun i el seu equip.
El combustible de l'etapa S-IC del Saturn V era RP-1 (refined petroleum, petroli refinat), que era una combinació d'oxigen i querosè. La S-IC constava de cinc motors F-1. Les últimes dues etapes, S-II i S-IVB, utilitzaven una combinació d'oxigen líquid (LOX) i hidrogen líquid (LH2) que eren cremats per sis motors J-2; cinc eren usats en la segona etapa i el sisè en l'última.
Les missions Apollo van complicar les activitats exercides pels operadors en terra, ja que en aquest cas havien de controlar les trajectòries de dues naus. L'entrenament dels astronautes va ser molt extens, prop de 84.000 hores (gairebé 10 anys). Aquest entrenament va incloure diverses activitats, des de simulacions de la gravetat lunar, expedicions de geologia en diferents regions de la Terra, fins a pilotar el vehicle d'entrenament per a l'aterratge lunar.

## Vols tripulats

### Apollo 7
El primer vol tripulat del programa Apollo fou l'Apollo 7. El llançaren l'11 d'octubre de 1968 i estigué a l'espai exterior durant onze dies. Tripulat per Schirra, Eisele i Cunningham, la seva missió era fer proves en la càpsula i diverses maniobres d'encesa del motor principal de l'SPS. Per llançar aquest Apollo, es feu servir el Saturn IB, un coet més petit que el Saturn V, encara que el coet Saturn IB no s'utilitzaria posteriorment en el programa d'exploració lunar. El motiu era que l'Apollo 7 només havia d'orbitar al voltant de la Terra.

### Apollo 8
El 21 de desembre de 1968, es llançà l'Apollo 8 per tal d'estudiar les possibilitats d'un allunatge. El tripulaven Borman, Lovell i Anders com a comandant, pilot del mòdul de comandament i pilot del mòdul lunar respectivament, tot i que aquest darrer només era un pilot hipotètic, ja que -en ser aquesta missió una prova- la nau no portava aquesta etapa. Tres dies més tard, la nau quedà satel·litzada en una òrbita lunar estabilitzada a 112 quilòmetres de la superfície, que orbitaren 10 vegades durant 20 hores i, procedint a l'encesa de l'SPS, sortiren de l'òrbita lunar per retornar a la Terra el dia 27, després d'haver estat 147 hores a l'espai.

### Apollo 9
El mes de març de 1969, entre els dies 3 i 13, l'Apollo 9 feu les proves del mòdul lunar al voltant de la Terra. El mòdul lunar, tripulat per McDivitt i Schweickart se separà del mòdul de comandament. Tot seguit, per tal de simular l'enlairament des de la Lluna, se separaren els dos components del mòdul lunar i, finalment, es feu la unió de la part superior del mòdul lunar amb el mòdul de comandament, on es trobava l'astronauta Scott, i es reuniren tots tres en aquesta nau.

### Apollo 10
El 26 de maig de 1969, es llançà el darrer vol de prova abans del que seria el punt culminant del programa Apollo. Els astronautes Stafford, Young i Cernan partiren amb l'Apollo 10 per fer l'assaig general. Stafford i Cernan descendiren fins a 15 quilòmetres de la Lluna. Situats en aquest punt, es varen desfer de la fase descendent i tornaren a pujar per unir-se al mòdul de comandament, com si tornessin de la superfície lunar.

### Apollo 11
L'Apollo 11 -llançat el 16 de juliol- fou el primer que diposità dos éssers humans sobre la Lluna. Neil Armstrong i Buzz Aldrin foren els elegits, mentre que Collins es quedà al mòdul de comandament, orbitant la Lluna. Els dos astronautes allunaren al mare Tranquillitatis i posaren el peu sobre la superfície lunar el dia 20 de juliol de 1969.

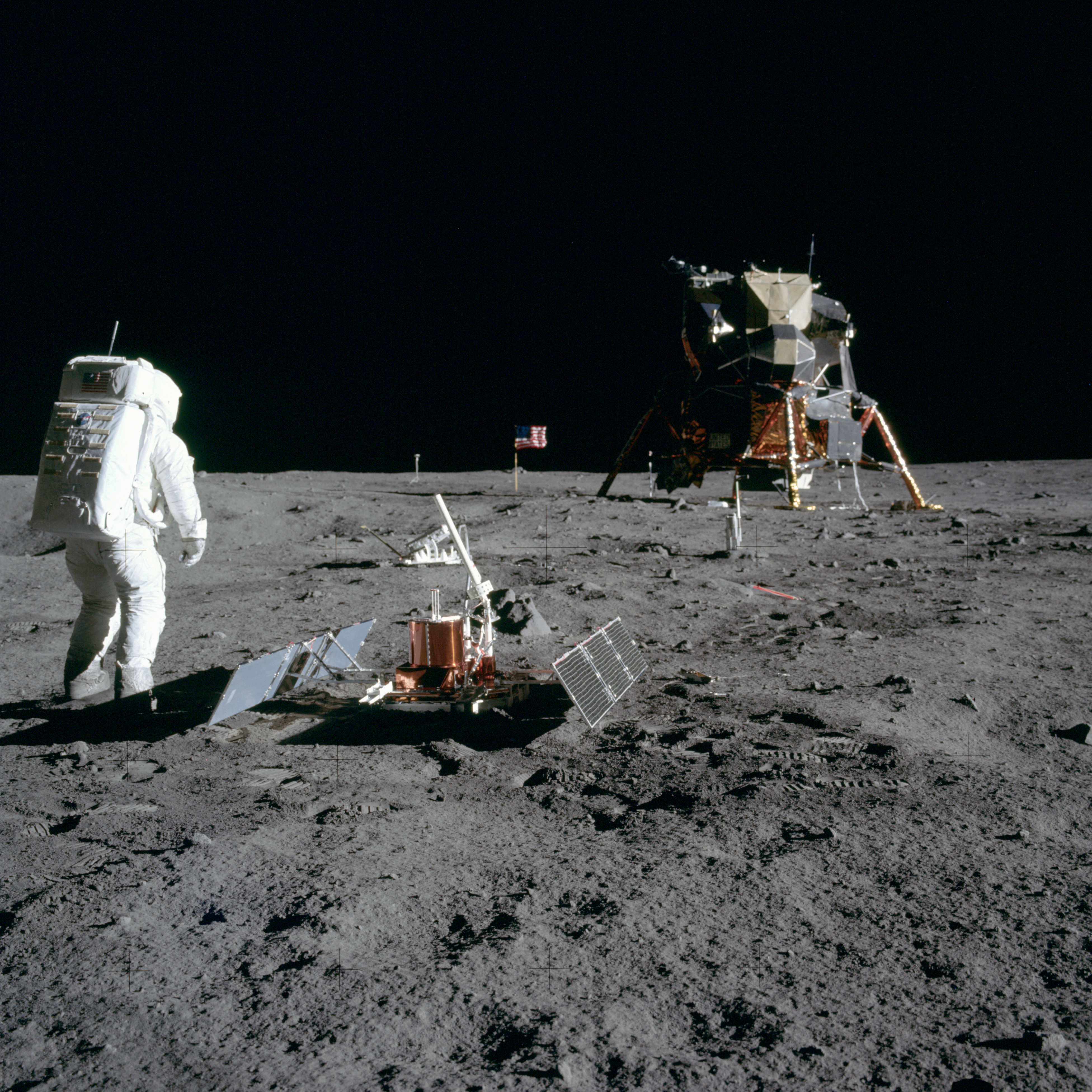
Apollo 11

Armstrong i Aldrin recolliren 20 quilos de roques lunars, muntaren una càmera de televisió per retransmetre imatges des de la Lluna a milions de teleespectadors, muntaren un panell reflector per tal de mesurar la distància exacta entre la Terra i la Lluna i hi deixaren un sismògraf per mesurar possibles moviments sísmics.
Després de fer tot això, els astronautes tornaren al mòdul lunar per descansar una estona abans de reunir-se amb el mòdul de comandament. En total, els astronautes romangueren 21 hores i mitja a la Lluna. Després retornaren a la Terra on foren rebuts com herois. Com a mesura de precaució, els tres astronautes varen estar tres setmanes en quarantena, per si de cas haguessin tornat amb microorganismes extraterrestres. Però un cop demostrat que la Lluna és estèril, es va suprimir aquest protocol en les successives missions.

### Apollo 12
L'Apollo 12 fou llançat el 14 de novembre de 1969 i allunà el dia 19 sobre l'Oceanus Procellarum. Conrad, Bean i Gordon recolliren 34 quilos de roques lunars i a més, anaren fins a la nau  Surveyor 3 (enviada el any 1967) que era molt a la vora del punt d'aterratge, dipositada allí dos anys i mig abans. Com a record, en desmuntaren algunes peces i se les emportaren.

### Apollo 13
L'11 d'abril de 1970 s'enlairà l'Apollo 13, tripulat per Lovell, Haise i Swigert. A causa d'una explosió al mòdul de servei, aquesta missió no arribà a allunar i la vida dels tres astronautes va estar en greu perill. L'explosió s'esdevingué a uns 280.000 quilòmetres de la Terra i la nau continuà endavant amb el propòsit de fer la volta per la cara posterior de la Lluna i tornar a la Terra, cosa que feren gràcies al fet que el mòdul lunar havia quedat intacte. Els astronautes se n'aprofitaren per extreure'n l'electricitat i l'oxigen que necessitaven per al seu retorn a la Terra, cosa que finalment aconseguiren.

### Apollo 14
L'Apollo 14 allunà on ho hagués hagut de fer l'Apollo 13, a la regió de Fra Maur. Fou llançat el gener de 1971 i tripulat per Roosa, Shepard i Mitchell. Aquests dos, romangueren a la superfície lunar durant 33 hores i mitja, efectuant dues sortides de la nau.

### Apollo 15
L'Apollo 15 marcà l'inici d'una nova fase de l'exploració lunar tripulada. Llançat el juliol de 1971, per primera vegada utilitzà un vehicle lunar mogut per electricitat que va permetre els astronautes explorar una zona més extensa del que havien fet altres missions. Scott i Irvin, varen allunar prop de la depressió Hadley, recorregueren 27 quilòmetres amb el vehicle recollint tantes mostres com totes les missions anteriors juntes. En total varen romandre 66 hores sobre la superfície lunar.

### Apollo 16
L'abril de 1972 fou llançat l'Apollo 16, el mòdul lunar, tripulat per John Watts Young i Charles Duke, es posà prop del cràter Descartes, portant de retorn més mostres lunars. Varen portar terme diversos experiments i recorregueren 26,7 quilòmetres amb l'ajut d'un vehicle lunar. Varen llançar un minisatèl·lit dissenyat per estudiar les partícules i el camp magnètic solar.

## Final del programa

Apollo 17

El programa Apollo fou dissenyat per arribar a 20 missions, però havent assolit l'objectiu de ser els primers d'arribar a la Lluna, el públic nord-americà considerà que continuar amb el programa era un malbaratament econòmic, i es cancel·là el programa amb l'Apollo 17, missió que tancà el programa amb una precisió total i absoluta. El comandant de la missió, Cernan, i el geòleg Schmitt, allunaren sobre una vall propera a les muntanyes Taurus, a l'extrem sud-oriental del mare Serenitatis, i varen batre diferents rècords, com el de permanència sobre la Lluna, el de distància recorreguda i el del pes de les mostres lunars portades de retorn.